# 金浣
金 浣（キム・ワン、きん かん、朝鮮語: 김완、1546年 - 1607年）は、李氏朝鮮中期の武臣。字は彦粋、号は思誠堂。本貫は慶州金氏。

## 生涯
1546年、永川で生まれ、武科に合格して宣伝官となった。1591年、全羅左水営所属左道蛇渡僉事に王から直接任命された。李舜臣が全羅左水営水軍節度使として赴任後、真っ先に勤務怠慢で棍棒で打たれている。その後も頻繁に罰せられたと、乱中日記に記録が残る。
軍人としは優秀で、文禄・慶長の役では、玉浦海戦と唐浦海戦で右斥候将、閑山島海戦と釜山浦海戦では斥候将として活躍した。後日、代兵将となり、李舜臣が参戦した主要海戦に参加し、功を立て、折衝将軍まで昇進した。李舜臣が元均の謀略で罷免されると、権俊らが辞職をしたにもかかわらず元均を補佐した。
助防将として、漆川梁海戦で戦い、日本水軍の捕虜となり、日本への護送中、脱出して帰国した。宣祖から海東蘇武を命じられ、咸安郡守に任命され、1607年、帰郷して、同地で死去した。著書《海蘇実記》は、壬辰倭乱当時、最前線で戦った中級将校の行績を詳細に記録しており、壬辰倭乱戦争史の重要な史料になっている。
後日、原従勲一等とされ、 故郷の慶北永川郡臨皐面三梅里には忠武公と金浣追悼のためにの東麟閣が建設された。東麟閣は1785年に5月に焼失し、1787年に再建、1960年紫陽面城谷洞に修復移転されたが、永川ダム水没地になったため、1976年7月に現在位置に移転復元された。

## 登場作品
2004年、KBSのドラマ不滅の李舜臣でパク・チョルミンが演じた。しかし、巧妙な全羅道訛りのコミカルな人物に描写され、慶州金氏門中から抗議を受けた。
一方、ドラマの中では日本軍から逃れ、露梁海戦まで参加しているが、実際は朝鮮王朝実録等の多くの記録から、陸地で活動していたようである。